# Fatima Kuinova
Fatima Kuinova (nacida el 28 de diciembre de 1920) (en tayiko: Фатима Куэнова, en persa: فاطمه کوینوا‎) es un judía de Bujará conocida por sus interpretaciones de Shashmaqam. Fue honrada con la condecoración "Artista de Honor de la Unión Soviética".

## Biografía
Kuinova nació en Samarcanda, RSS de Uzbekistán, pero se mudó a Stalinabad, RSS de Tayikistán con sus siete hermanos y dos hermanas cuando tenía 13 años de edad, luego de que su padre fuese apresado y asesinado por el gobierno soviético debido a su prosperidad como comerciante independiente. Su familia era de origen bujari, y su apellido, originalmente Cohen, decidió cambiarlo a Kuinova para tratar de salvarse de la persecución en contra de los judíos organizada por el régimen de Iósif Stalin. Durante su niñez, conoció a la famosa familia bujari Mullojonov familia y se hizo amiga de la cantante Shoista Mullojonova.  Aunque Kuinova se crio en Asia Central durante el régimen soviético de Stalin y aprendió ruso, la lengua oficial de la Unión Soviética, también aprendió Bújaro, el cual es un idioma basado en el persa.  Su padre era cantor en una sinagoga de la comunidad bujari y enseñó a su hija la música de su comunidad.

## Carrera
Kuinova comenzó a cantar en diferentes festivales desde su adolescencia. También cantó para Iósif Stalin, quien probablemente no estaba al tanto de su fe judía.
Kuinova se hizo famosa luego de cantar para los soldados del Ejército Rojo durante la Segunda Guerra Mundial.  En 1948, recibió la condecoración "Artista Homenajeada de la Unión Soviética". Después de esto, comenzó a estudiar la música Shashmaqam, típica de Tayikistán y Uzbekistán, dando recitales en muchos lugares de la Unión Soviética y otros países de Asia Central.  Kuinova se convirtió en la cantante principal de la Filarmónica Estatal Tayika, conjuntamente con amiga de la adolescencia Shoista Mullojonova.  Las dos eran ampliamente conocidas en la RSS de Tayikistán y la referencia en cuanto a la música tradicional de la Unión Soviética. Tanto Kuinova como Mullojonova eran solistas en el ensamble musical tayiko  "Rubobistok", el cual actuaba en la televisión y radio tayikas, uzbekas y a nivel nacional en la URSS, viajando en giras por Kiev, Leningrado, y Moscú. Además, hizo giras por Europa Oriental, Afganistán, e Irán, donde cantó para el Shah Mohammad Reza Pahleví.
En 1980 emigró a Estados Unidos y se asentó en Rego Park, Queens, Nueva York, donde se encontraba para ese entonces la mayoría de la comunidad bujari, donde fundó el Shashmaqam Music of the Bukharan Jews Ensemble. En 1992, Kuinova recibió un premio National Heritage Fellowship, otorgado por el National Endowment for the Arts del gobierno de estados Unidos.  En Queens, Kuinova trabaja con la comunidad Bujari y se presenta en numerosos eventos culturales de la Ciudad de Nueva York.